# پیثارا، استرالیای غربی
پیثارا (به انگلیسی: Pithara) یک شهرک در استرالیا است که در استرالیای غربی واقع شده‌است.